# Morsø község
Morsø község (dánul: Morsø Kommune) Dánia 98 községének (kommune, helyi önkormányzattal rendelkező közigazgatási egység) egyike. A Midtjylland régióban található.  Lakosainak száma 20 629 fő (2016).